# Avatar: l'últim mestre de l'aire (sèrie de Netflix)
Avatar: l'últim mestre de l'aire (títol original en anglès, Avatar: The Last Airbender) és una sèrie de televisió de fantasia i aventures. És una adaptació en imatge real de la sèrie de televisió animada del mateix nom. Es va anunciar per primera vegada el setembre de 2018. El repartiment inclou Gordon Cormier, Dallas Liu, Kiawentiio, Ian Ousley, Paul Sun-Hyung Lee, Elizabeth Yu i Daniel Dae Kim.
La sèrie es va estrenar el 22 de febrer del 2024 a Netflix amb el doblatge i subtítols en català i consta de vuit episodis d'una hora de durada. El març del 2024, la sèrie va ser renovada per una segona i tercera temporada.

## Argument
La sèrie està ambientada en un món devastat per la guerra on certes persones poden dominar un dels quatre elements clàssics: aigua, terra, foc o aire. l'"Avatar", és el "pont" entre el món mortal i espiritual, i l'únic capaç de doblegar els quatre elements. L'Avatar manté l'equilibri del món i la natura per portar la pau. Com a Avatar, Aang s'enfronta a la tasca d'alliberar el món de la guerra despietada de la Nació del Foc. Amb els seus nous companys Katara i Sokka, Aang es proposa dominar els elements mentre és perseguit pel príncep exiliat de la Nació del Foc Zuko, que busca recuperar el seu honor capturant l'Avatar.

## Repartiment
- Gordon Cormier com a Avatar Aang: un mestre de l'aire de dotze anys d'esperit lliure que va estar congelat en el gel durant cent anys. Quan es desperta, es troba amb el món assolat per la guerra i comença un viatge per convertir-se en la figura de proa de l'equilibri i l'harmonia del món com l'Avatar.
- Kiawentiio com a Katara: una noia de catorze anys que és l'última mestre de l'aigua de la seua tribu després que la seua mare fos assassinada per la Nació del Foc. Malgrat la seua tragèdia personal, s'uneix a l'Aang en el seu viatge mentre desenvolupa el seu veritable potencial.
- Ian Ousley com a Sokka: el germà de setze anys de Katara que ha començat a convertir-se en el quasi líder de la seua tribu després que el seu pare marxés per lluitar a la guerra. S'uneix a Aang en la seua missió juntament amb Katara, i compensa la seua manca d'habilitats de flexió amb la seua intel·ligència, enginy i boomerang de confiança.
- Dallas Liu com el príncep Zuko: el príncep hereu de la Nació del Foc de setze anys, exiliat i amb cicatrius, decidit a capturar l'Avatar per acabar amb el seu desterrament i recuperar el seu honor.
- Paul Sun-Hyung Lee com el general Iroh: un general retirat de la Nació del Foc i el savi i educat oncle i mentor de Zuko.
- Elizabeth Yu com a princesa Azula: la princesa astuta i prodigiosament dotada de la Nació del Foc i germana petita del príncep Zuko.
- Daniel Dae Kim com el Senyor del Foc Ozai: el governant tirànic de la Nació del Foc, i el pare de Zuko i Azula.
- Miya Cech com a Toph Beifong (temporada 2): un prodigi del control de la terra abrasiva i sense filtres que va néixer cega i utilitza les seues habilitats per sentir vibracions sísmiques al seu voltant.

### Recurrents
- Maria Zhang com a Suki: la líder de les dones soldades d'elit de l'illa Kyoshi, les guerreres Kyoshi.
- Ken Leung com a comandant Zhao: un oficial naval ambiciós, però arrogant, despietat i deshonrós i el principal rival de Zuko en la seua recerca de l'Avatar.
- Lim Kay Siu com a Gyatso: un monjo nómada de l'aire, entremaliat, amable, amable i afectuós que és el mentor i figura paterna d'Aang.
- Yvonne Chapman com a avatar Kyoshi: la llegendaria avatar mestre de la terra que precedeix l'encarnació anterior d'Aang, l'avatar Roku.
- Tamlyn Tomita com a Yukari: la mare de la Suki i l'alcaldessa ferotgement protectora del seu petit poble a l'illa de Kyoshi.
- Casey Camp-Horinek com a Gran Gran: la matriarca de la Tribu de l'Aigua del Sud i l'àvia de Katara i Sokka.
- C. S. Lee com a Avatar Roku: l'Avatar del mestre de foc que precedeix a Aang i li serveix de mentor.
- A Martinez com a Pakku: un mestre de control de l'aigua de la Tribu de l'Aigua del Nord.
- Amber Midthunder com a princesa Yue: la princesa de la Tribu de l'Aigua del Nord i l'interés amorós de Sokka.
- Danny Pudi com el Mecanista: un pare solter i inventor del Regne de la Terra.
- Lucian-River Chauhan com a Teo: el fill del Mecanista.
- Utkarsh Ambudkar com el rei Bumi: l'ancià rei d'Omashu que és l'amic més antic d'Aang.
- James Sie com el comerciant de cols: un desafortunat comerciant de cols que normalment té els seus productes destruïts contínuament. Sie reprén el seu paper de la sèrie original.
- Rainbow Dickerson com a Kya: la mare de Sokka i Katara.
- Joel Montgrand com a Hakoda: el pare de Sokka i Katara.
- Arden Cho com a June: una caçarecompenses.
- Momona Tamada com a Ty Lee: l'acrobàtica amiga de la princesa Azula que és experta en el blocatge de la chi.
- Thalia Tran com a Mai: l'altra amiga de la princesa Azula que és experta en llançar ganivets.
- Joel Oulette com a Hahn: un soldat arrogant de la Tribu de l'Aigua del Nord, promés amb la princesa Yue.
- Nathaniel Arcand com a Arnook: el cap de la Tribu de l'Aigua del Nord.
- Meegwun Fairbrother com a avatar Kuruk: l'avatar de la Tribu de l'Aigua del Nord que precedeix a Kyoshi.
- Irene Bedard com a Yagoda: una curandera de la Tribu de l'Aigua del Nord.
- Ryan Mah com el tinent Dang: un oficial de la Marina de la Nació del Foc.
- François Chau com el gran savi: el líder dels savis del foc al temple del foc.
- Sebastian Amoruso com a Jet: el líder dels Freedom Fighters.
- Hiro Kanagawa com a Senyor del Foc Sozin: El Senyor del Foc que va començar la guerra de 100 anys.
- George Takei com a Koh the Face Stealer: un esperit semblant a un centpeus que utilitza les cares robades de les seves víctimes.
- Randall Duk Kim com a Wan Shi Tong: un esperit que està a càrrec de la Biblioteca dels Esperits i és molt desconfiat amb els humans.

## Episodis
| Núm. | Títol           | Direcció       | Guió                                                               | Data d'estrena original |
| ---- | --------------- | -------------- | ------------------------------------------------------------------ | ----------------------- |
| 1    | «Aang»          | Michael Goi    | Guió de : Albert Kim and Michael Dante DiMartino & Bryan Konietzko | 22 de febrer de 2024    |
| 2    | «Warriors»      | Michael Goi    | Joshua Hale Fialkov                                                | 22 de febrer de 2024    |
| 3    | «Omashu»        | Jabbar Raisani | Christine Boylan                                                   | 22 de febrer de 2024    |
| 4    | «Into the Dark» | Jabbar Raisani | Keely MacDonald                                                    | 22 de febrer de 2024    |
| 5    | «Spirited Away» | Roseanne Liang | Gabriel Llanas                                                     | 22 de febrer de 2024    |
| 6    | «Masks»         | Roseanne Liang | Ubah Mohamed, Bryan Konietzko i Michael Dante DiMartino            | 22 de febrer de 2024    |
| 7    | «The North»     | Jet Wilkinson  | Audrey Wong Kennedy                                                | 22 de febrer de 2024    |
| 8    | «Legends»       | Jet Wilkinson  | Albert Kim                                                         | 22 de febrer de 2024    |